# Бомбассеи, Диего
Дие́го Бомбассе́и (итал. Diego Bombassei; род. 26 мая 1971, Ауронцо-ди-Кадоре, Венеция) — итальянский кёрлингист.
В составе мужской сборной Италии участник чемпионата мира 1996 (заняли восьмое место) и шести чемпионатов Европы (лучший результат — четвёртое место в 1995 году). Трёхкратный чемпион Италии среди мужчин.
Играл в основном на позиции первого.

## Достижения
- Чемпионат Италии по кёрлингу среди мужчин: золото (3 раза), серебро (5 раз), бронза (4 раза).

## Команды
| Сезон   | Четвёртый               | Третий                  | Второй               | Первый               | Запасной                                    | Турниры            |
| ------- | ----------------------- | ----------------------- | -------------------- | -------------------- | ------------------------------------------- | ------------------ |
| 1993—94 | Джанпаоло Дзандеджакомо | Вальтер Бомбассеи       | Давиде Дзандеджакомо | Диего Бомбассеи      |                                             | ЧЕ 1993 (14 место) |
| 1994—95 | Клаудио Пеша            | Джанпаоло Дзандеджакомо | Вальтер Бомбассеи    | Давиде Дзандеджакомо | Диего Бомбассеи тренер: Лино Мариани Майер  | ЧЕ 1994 (11 место) |
| 1995—96 | Клаудио Пеша            | Джанпаоло Дзандеджакомо | Вальтер Бомбассеи    | Давиде Дзандеджакомо | Диего Бомбассеи тренер: Отто Даниели        | ЧЕ 1995 (4 место)  |
| 1995—96 | Клаудио Пеша            | Джанпаоло Дзандеджакомо | Вальтер Бомбассеи    | Диего Бомбассеи      | Давиде Дзандеджакомо                        | ЧМ 1996 (8 место)  |
| 1996—97 | Клаудио Пеша            | Вальтер Бомбассеи       | Давиде Дзандеджакомо | Диего Бомбассеи      | Фабио Альвера тренер: Отто Даниели          | ЧЕ 1996 (10 место) |
| 1998—99 | Клаудио Пеша            | Джанпаоло Дзандеджакомо | Вальтер Бомбассеи    | Марко Мариани        | Диего Бомбассеи тренер: Отто Даниели        | ЧЕ 1998 (15 место) |
| 2002—03 | Джанпаоло Дзандеджакомо | Вальтер Бомбассеи       | Давиде Дзандеджакомо | Диего Бомбассеи      | Антонио Менарди тренер: Родгер Густаф Шмидт | ЧЕ 2002 (11 место) |
| 2008—09 | Альберто Альвера        | Вальтер Бомбассеи       | Давиде Дзандеджакомо | Matteo Siorpaes      | Диего Бомбассеи                             | ЧИМ 2009           |

(скипы выделены полужирным шрифтом)

## Частная жизнь
Его двоюродный брат Вальтер Бомбассеи — также кёрлингист, они несколько лет в одной команде играли на национальных чемпионатах, чемпионатах Европы и мира.